# Marcelo Weigandt
Marcelo Weigandt (Avellaneda, 2000. január 11. –) argentin korosztályos válogatott labdarúgó, az amerikai Inter Miami hátvéde kölcsönben a Boca Juniors csapatától.

## Pályafutása

### Klubcsapatokban
Weigandt az argentínai Avellaneda városában született. Az ifjúsági pályafutását a Club Villa Ideal csapatában kezdte, majd a Boca Juniorsnál folytatta.
2019-ben mutatkozott be a Boca Juniors első osztályban szereplő felnőtt keretében. Először a 2019. szeptember 1-jei, River Plate ellen idegenben 0–0-ás döntetlennel zárult találkozón lépett pályára. Első gólját 2021. október 10-én, a Lanús ellen hazai pályán 4–2-re megnyert mérkőzésen szerezte meg. 2020 és 2021 között a Gimnasia y Esgrima La Plata, míg a 2024-es szezonban az észak-amerikai első osztályban szereplő Inter Miami csapatát erősítette kölcsönben.

### A válogatottban
Weigandt az U17-es és az U20-as korosztályú válogatottakban képviselte Argentínát.

## Statisztikák
2024. augusztus 14. szerint
| Klub                     | Szezon   | Osztály          | Bajnokság | Bajnokság | Kupa  | Kupa | Nemzetközi | Nemzetközi | Összesen | Összesen |
| Klub                     | Szezon   | Osztály          | Meccs     | Gól       | Meccs | Gól  | Meccs      | Gól        | Meccs    | Gól      |
| ------------------------ | -------- | ---------------- | --------- | --------- | ----- | ---- | ---------- | ---------- | -------- | -------- |
| Boca Juniors             | 2019–20  | Liga Profesional | 3         | 0         | 3     | 0    | 5          | 0          | 11       | 0        |
| Boca Juniors             | 2021     | Liga Profesional | 10        | 1         | 0     | 0    | 2          | 0          | 12       | 1        |
| Boca Juniors             | 2022     | Liga Profesional | 8         | 0         | 7     | 0    | 0          | 0          | 15       | 0        |
| Boca Juniors             | 2023     | Liga Profesional | 15        | 0         | 8     | 0    | 8          | 2          | 31       | 2        |
| Inter Miami (kölcsönben) | 2024     | MLS              | 16        | 0         | 0     | 0    | 6          | 0          | 22       | 0        |
| Összesen                 | Összesen | Összesen         | 52        | 1         | 19    | 0    | 21         | 2          | 92       | 3        |

## Sikerei, díjai
Boca Juniors
- Liga Profesional
  - Bajnok (2): 2019–20, 2022

- Ligakupa
  - Győztes (2): 2020, 2022

- Kupa
  - Győztes (1): 2019–20

- Argentin bajnokok-kupája
  - Döntős (1): 2022

- Szuperkupa
  - Győztes (1): 2022

- Nemzetközi szuperkupa
  - Döntős (1): 2022